# Циґув
Циґув (пол. Cygów) — село в Польщі, у гміні Посвентне Воломінського повіту Мазовецького воєводства.
Населення — 582 особи (2011).

## Демографія
Демографічна структура станом на 31 березня 2011 року:
|          | Загалом | Допрацездатний вік | Працездатний вік | Постпрацездатний вік |
| -------- | ------- | ------------------ | ---------------- | -------------------- |
| Чоловіки | 293     | 67                 | 203              | 23                   |
| Жінки    | 289     | 57                 | 186              | 46                   |
| Разом    | 582     | 124                | 389              | 69                   |